# UFC Fight Night: Holm vs. Correia
UFC Fight Night: Holm vs. Correia, noto anche come UFC Fight Night 111, è stato un evento di arti marziali miste tenuto dalla Ultimate Fighting Championship il 17 giugno 2017 al Singapore Indoor Stadium di Kallang, a Singapore.
Si è trattato del secondo evento UFC a Singapore, dopo UFC Fight Night 34.

## Risultati
|                                   | Divisione             |                  |                 |                     | Metodo                                  | Round           | Tempo           | Premio          |
| Card Principale                   | Card Principale       | Card Principale  | Card Principale | Card Principale     | Card Principale                         | Card Principale | Card Principale | Card Principale |
| --------------------------------- | --------------------- | ---------------- | --------------- | ------------------- | --------------------------------------- | --------------- | --------------- | --------------- |
|                                   | Pesi gallo femminili  | Holly Holm       | batte           | Bethe Correia       | KO (calcio alla testa e pugno)          | 3               | 1:09            | POTN            |
|                                   | Pesi massimi          | Marcin Tybura    | batte           | Andrei Arlovski     | Decisione unanime (29-28, 28-27, 29-27) | 3               | 5:00            |                 |
|                                   | Pesi welter           | Colby Covington  | batte           | Kim Dong-hyun       | Decisione unanime (30-25, 30-26, 30-27) | 3               | 5:00            |                 |
|                                   | Pesi welter           | Rafael dos Anjos | batte           | Tarec Saffiedine    | Decisione unanime (30-27, 30-27, 29-28) | 3               | 5:00            |                 |
| Card Preliminare (UFC Fight Pass) |                       |                  |                 |                     |                                         |                 |                 |                 |
|                                   | Pesi leggeri          | Jon Tuck         | batte           | Takanori Gomi       | Sottomissione (rear-naked choke)        | 1               | 1:12            |                 |
|                                   | Pesi massimi          | Walt Harris      | batte           | Cyril Asker         | KO tecnico (pugni e gomitate)           | 1               | 1:44            |                 |
|                                   | Pesi piuma            | Alex Caceres     | batte           | Rolando Dy          | KO tecnico (stop medico)                | 2               | 5:00            |                 |
|                                   | Pesi mosca            | Ulka Sasaki      | batte           | Justin Scoggins     | Sottomissione (rear-naked choke)        | 2               | 3:19            | POTN            |
|                                   | Pesi welter           | Li Jingliang     | batte           | Frank Camacho       | Decisione unanime (29-27, 28-27, 29-27) | 3               | 5:00            | FOTN            |
|                                   | Pesi gallo            | Russell Doane    | batte           | Kwak Kwan-ho        | KO (pugni)                              | 1               | 4:09            |                 |
|                                   | Catchweight (59,4 kg) | Naoki Inoue      | batte           | Carls John de Tomas | Decisione unanime (30-26, 30-26, 30-26) | 3               | 5:00            |                 |
|                                   | Pesi gallo femminili  | Lucie Pudilová   | batte           | Kim Ji-yeon         | Decisione unanime (29-28, 29-28, 29-28) | 3               | 5:00            |                 |

## Premi
I lottatori premiati ricevettero un bonus di 50.000 dollari.
Legenda:
- FOTN: Fight of the Night (vengono premiati entrambi gli atleti per il miglior incontro dell'evento)
- POTN: Performance of the Night (viene premiato il vincitore per la migliore performance dell'evento)